# Ширлі (Арканзас)
Ширлі (англ. Shirley) — місто (англ. town) в США, в окрузі Ван-Бюрен штату Арканзас. Населення — 248 осіб (2020).

## Географія
Ширлі розташоване на висоті 168 метрів над рівнем моря за координатами 35°38′33″ пн. ш. 92°18′47″ зх. д. / 35.64250° пн. ш. 92.31306° зх. д. (35.642452, -92.312947).  За даними Бюро перепису населення США в 2010 році місто мало площу 6,37 км², з яких 6,20 км² — суходіл та 0,16 км² — водойми.

## Демографія
Згідно з переписом 2010 року, у місті мешкала 291 особа в 132 домогосподарствах у складі 88 родин. Густота населення становила 46 осіб/км².  Було 165 помешкань (26/км²). 
Расовий склад населення:
| - 96,9 % — білих - 0,3 % — корінних американців |

До двох чи більше рас належало 2,7 %. Іспаномовні складали 1,7 % від усіх жителів.
За віковим діапазоном населення розподілялося таким чином: 20,6 % — особи молодші 18 років, 55,3 % — особи у віці 18—64 років, 24,1 % — особи у віці 65 років та старші. Медіана віку мешканця становила 46,7 року. На 100 осіб жіночої статі у місті припадало 98,0 чоловіків;  на 100 жінок у віці від 18 років та старших — 92,5 чоловіків також старших 18 років.
Середній дохід на одне домашнє господарство  становив 39 345 доларів США (медіана — 25 313), а середній дохід на одну сім'ю — 47 500 доларів (медіана — 38 250). За межею бідності перебувало 33,3 % осіб, у тому числі 55,7 % дітей у віці до 18 років та 16,9 % осіб у віці 65 років та старших.
Цивільне працевлаштоване населення становило 104 особи. Основні галузі зайнятості: освіта, охорона здоров'я та соціальна допомога — 29,8 %, роздрібна торгівля — 26,9 %, мистецтво, розваги та відпочинок — 11,5 %, транспорт — 6,7 %.
За даними перепису населення 2000 року в Ширлі проживало 337 осіб, 91 сім'я, налічувалося 136 домашніх господарств і 172 житлових будинки. Середня густота населення становила близько 52,7 осіб на один квадратний кілометр. Расовий склад Ширлі за даними перепису розподілився таким чином: 96,14 % білих, 0,89 % — чорних або афроамериканців, 1,89 % — корінних американців, 2,08 % — представників змішаних рас.
Іспаномовні склали 1,19 % від усіх жителів містечка.
З 136 домашніх господарств в 33,1 % — виховували дітей віком до 18 років, 58,8 % представляли собою подружні пари, які спільно проживали, в 6,6 % сімей жінки проживали без чоловіків, 32,4 % не мали сімей. 29,4 % від загального числа сімей на момент перепису жили самостійно, при цьому 14,7 % склали самотні літні люди у віці 65 років та старше. Середній розмір домашнього господарства склав 2,48 особи, а середній розмір родини — 3,08 особи.
Населення містечка за віковою діапазону за даними перепису 2000 року розподілилося таким чином: 27 % — жителі молодше 18 років, 7,7 % — між 18 і 24 роками, 27,6 % — від 25 до 44 років, 19,0 % — від 45 до 64 років і 18,7 % — у віці 65 років та старше. Середній вік мешканця склав 35 років. На кожні 100 жінок в Ширлі припадало 89,3 чоловіків, у віці від 18 років та старше — 92, 2 чоловіків також старше 18 років.
Середній дохід на одне домашнє господарство в містечкі склав 23 958 доларів США, а середній дохід на одну сім'ю — 30 938 доларів. При цьому чоловіки мали середній дохід в 21 875 доларів США на рік проти 14 545 доларів середньорічного доходу у жінок. Дохід на душу населення в містечкі склав 10 096 доларів на рік. 14,1 % від усього числа сімей в окрузі і 23,2 % від усієї чисельності населення перебувало на момент перепису населення за межею бідності, при цьому 34,2 % з них були молодші 18 років і 11,1 % — у віці 65 років та старше.